# UltraSPARC II

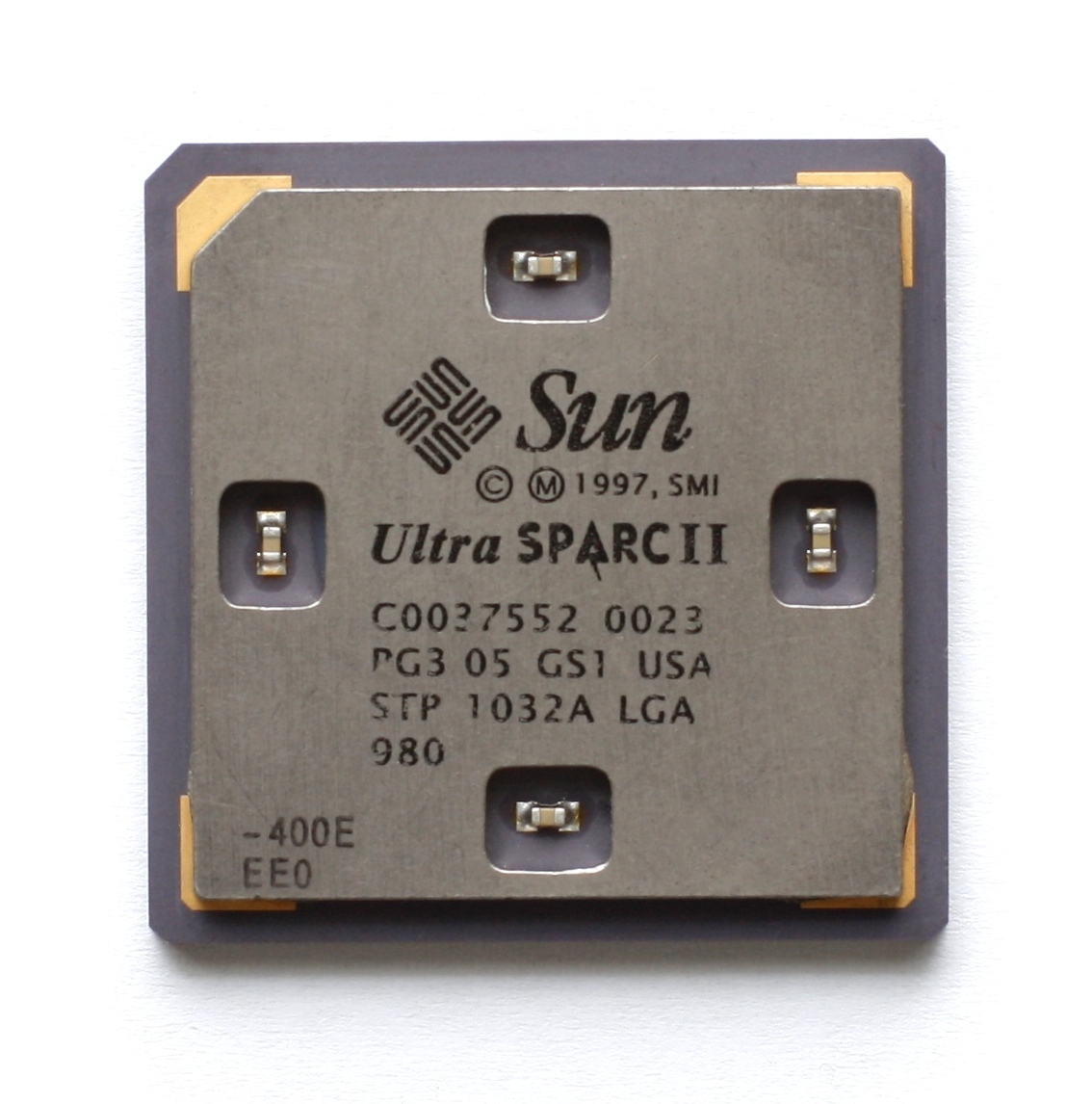
Sun Ultrasparc-II front

Ultrasparc II, i marknadsföring skrivet UltraSPARC II med kodnamnet "Blackbird", är en mikroprocessorimplementation av Sparc V9 instruktionsuppsättning (ISA) utvecklad av Sun Microsystems. Chefsarkitekten var Marc Tremblay. Då den introducerades 1997 var det en vidareutveckling av Ultrasparc som arbetade med snabbare klockfrekvenser på 250 MHz, och nådde slutligen 400 MHz.
Chipsytan innehåller 5,4 miljoner transistorer och har en yta på 149 mm² och tillverkades av Texas Instruments i deras 0,35 µm-process, avger 25 W vid 205 MHz, och använder en 2,5 V elkraftsförsörjning. L2 cache-kapaciteten är 1–4 MB.
År 1999 blev Ultrasparc II porterat till en 0,25 µm-process.  Denna version fick kodnamnet "Sapphire-Black" och använde en klockfrekvens på 360–480 MHz, och hade en chipsyta på 126 mm², avger 21 W vid 400 MHz och elförsörjningens spänning reducerades till 1,9 V.  Stöd för L2 cache kapaciteten ökades till 1–8 MB.

## Varianter
Ultrasparc II var basen för 4 st varianter.

### Ultrasparc IIi

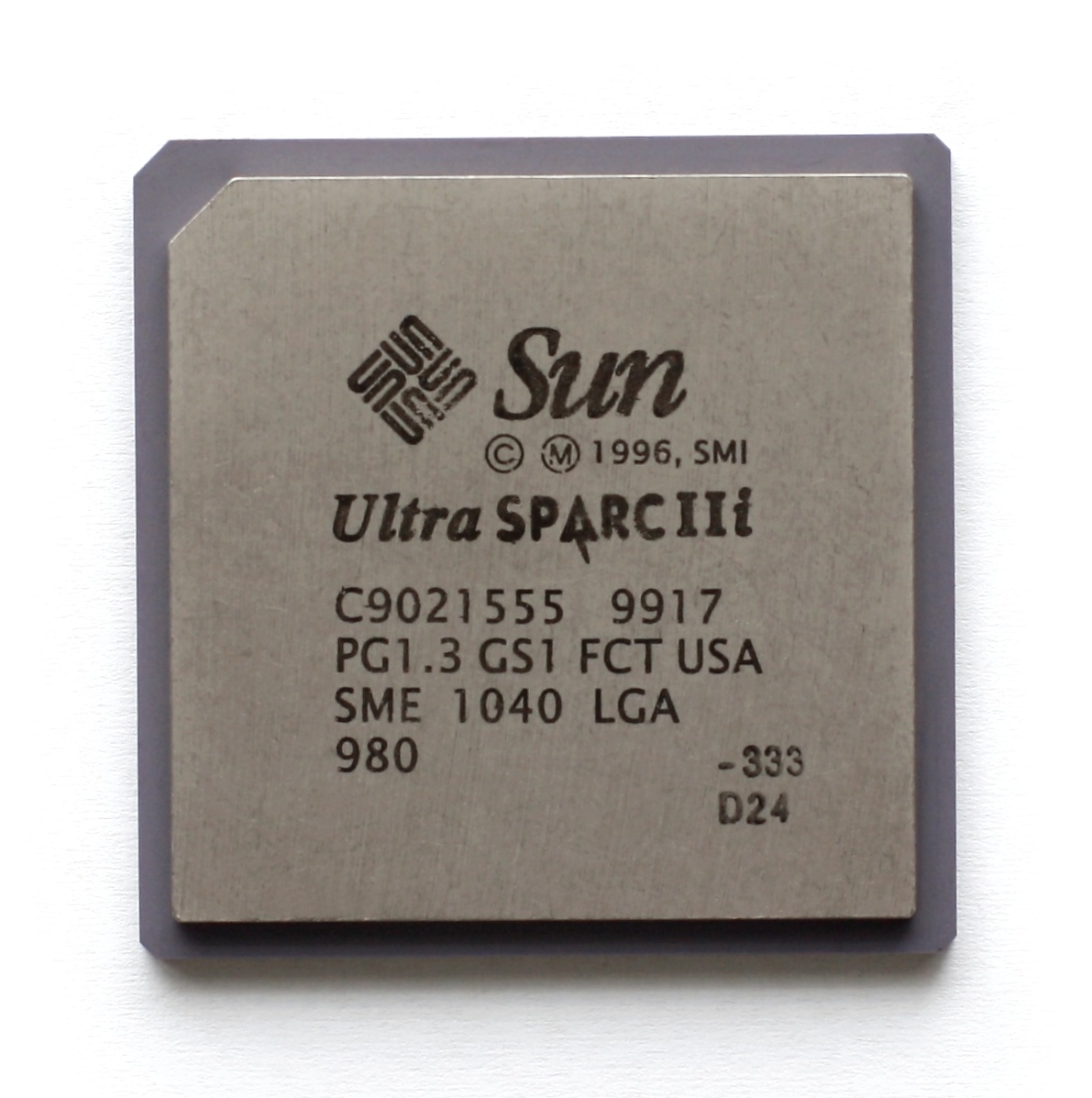
Ultrasparc IIi

Ultrasparc IIi "Sabre" var en lågkostnadsversion som introducerades 1997 och arbetade med en klockfrekvens på 270–360 MHz. Den tillverkades i 0,35 µm-process och hade en chipsyta på 156 mm², avgav 21 W och använde en elförsörjning på 1,9 V. Den har mellan 256–2048 kB L2 cache. År 1998 tillverkades en version som kallades "Sapphire-Red" i 0,25 µm-process som möjliggjorde att processorn fick en klockfrekvens på 333–480 MHz. Den avgav 21 W vid 440 MHz och använde en elförsörjning på 1,9 V.

## Tillämpningar
- Ericsson AXD (1995)
- Sparcbook
- Sun Enterprise (1996)
- Sun Ultra 5 / Sun Ultra 10 (1998)
- Sun Ultra 30 (1997)